# Bryopesanser pesanseris
Bryopesanser pesanseris is een mosdiertjessoort uit de familie van de Escharinidae. De wetenschappelijke naam van de soort is, als Hippothoa pesanseris, voor het eerst geldig gepubliceerd in 1873 door Smitt.